# Origami

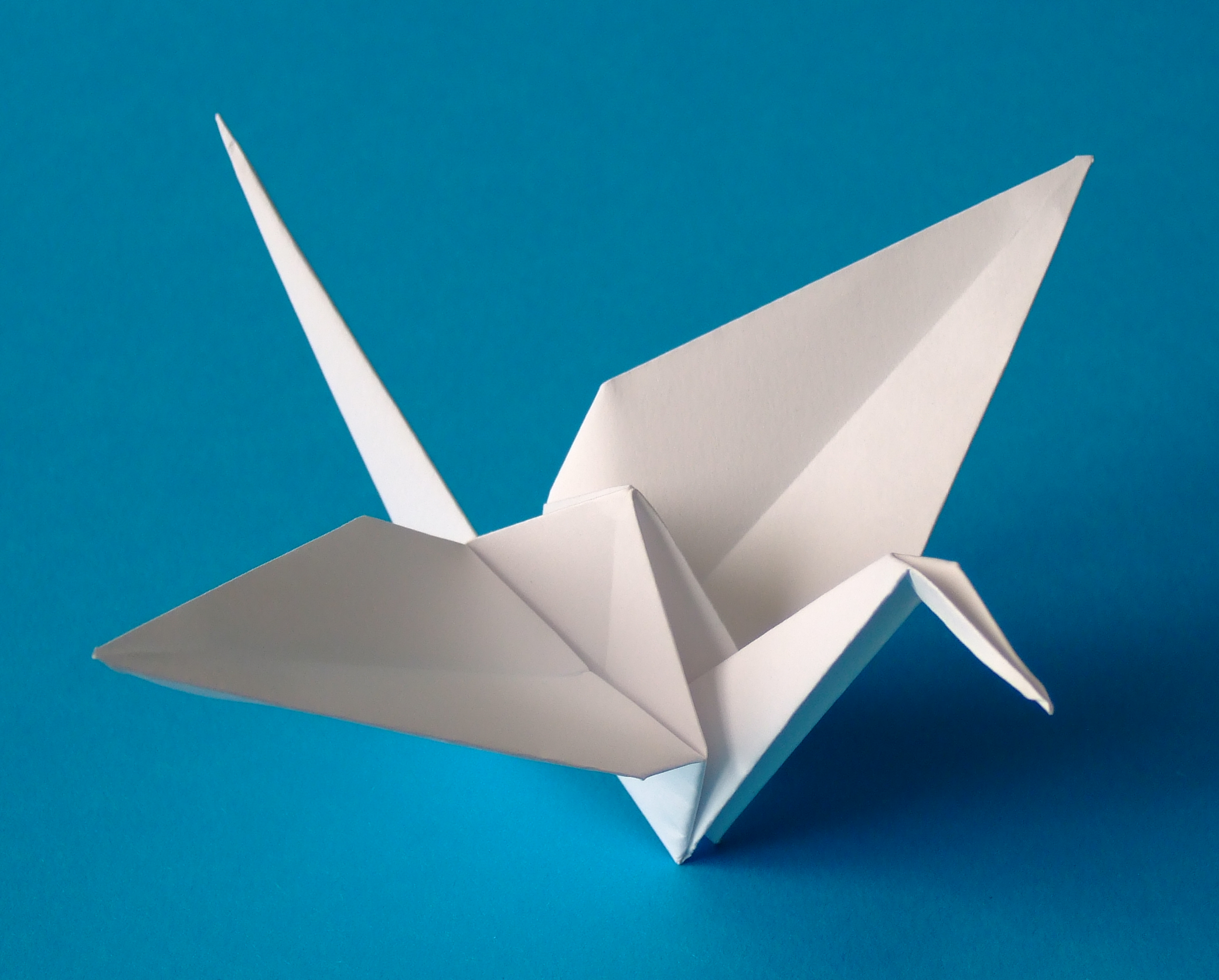
Trana

Origami (från de japanska orden oru – vika – och kami – papper) är konsten att vika papper till tredimensionella objekt. 

## Historia

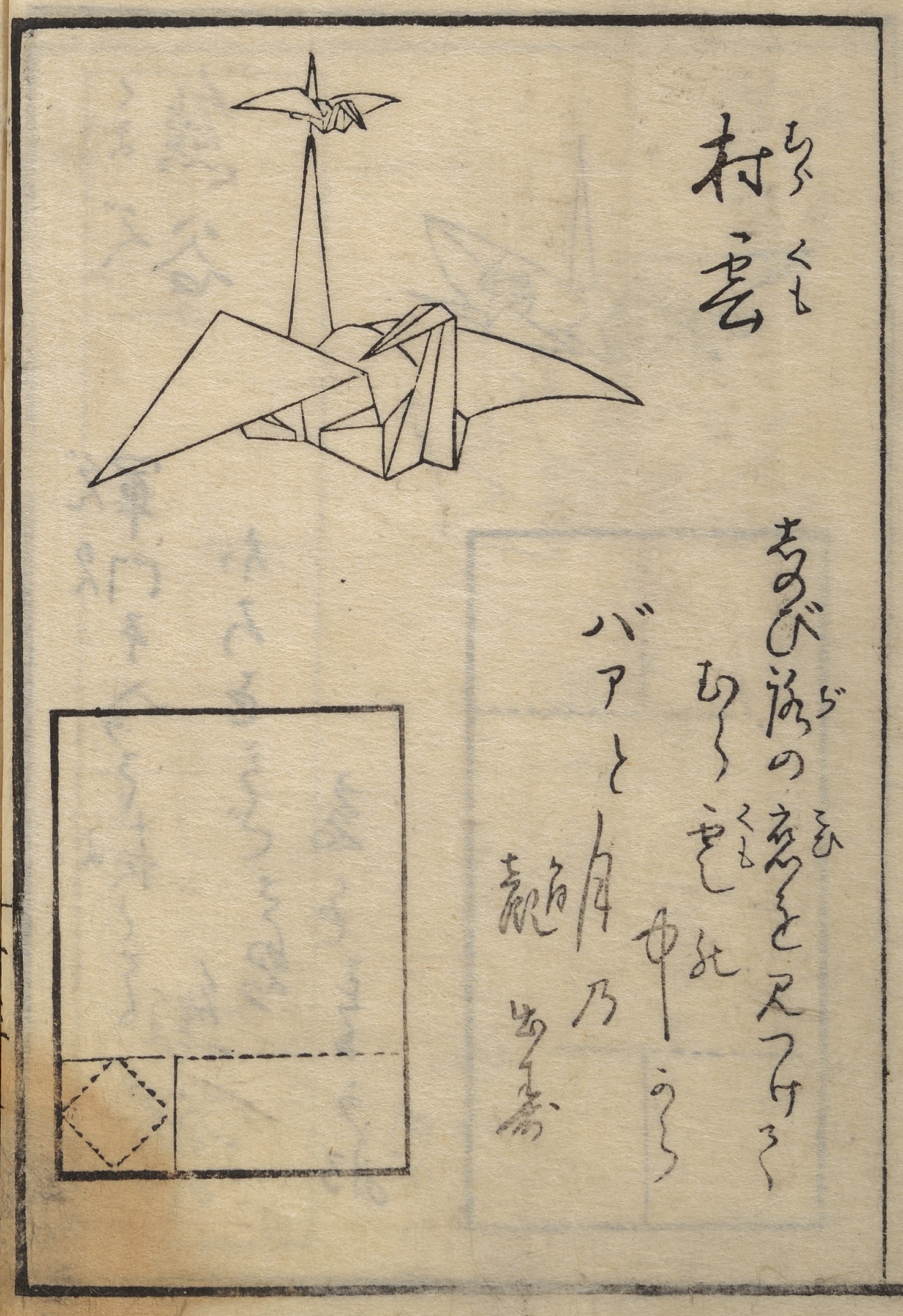
En sida från Senbazuru Orikata från 1797.

Konsten att vika papper kom till Japan från Kina omkring år 600. Under Edoperioden (1603–1867) ökade papperstillverkningen i Japan och papper blev mer lättillgängligt. I samband med det blev origami en hobby för flertalet. Den äldst bevarade handboken i pappersvikning är Hiden Senbazuru Orikata (De tusen origami-tranornas hemlighet) från 1797.
Tidigare var origami huvudsakligen en tradition som fördes vidare muntligen, från föräldrar till barn. Antalet modeller som kunde hållas i minnet var begränsade och ganska enkla. Sedan 1960-talet har en gemensam beskrivning av metoderna att vika papperet växt fram, och antalet publikationer av beskrivningar, även kallade diagram, har exploderat sedan 1980-talet. Numera hålls årliga konvent i många länder, bland annat Japan, USA och Storbritannien. De allra bästa artisterna, som designar nya modeller, kan försörja sig som origami-konstnärer, till exempel amerikanen Robert J. Lang och japanen Akira Yoshizawa.

## Papper
Vanligtvis utgår man från ett kvadratiskt ark som är färgat eller mönstrat, på ena eller båda sidorna. Ofta används det traditionella japanska papperet washi till origami. Washi används även till skjutdörrar, solfjädrar, måleri, tryck och att skriva på.

## Trana

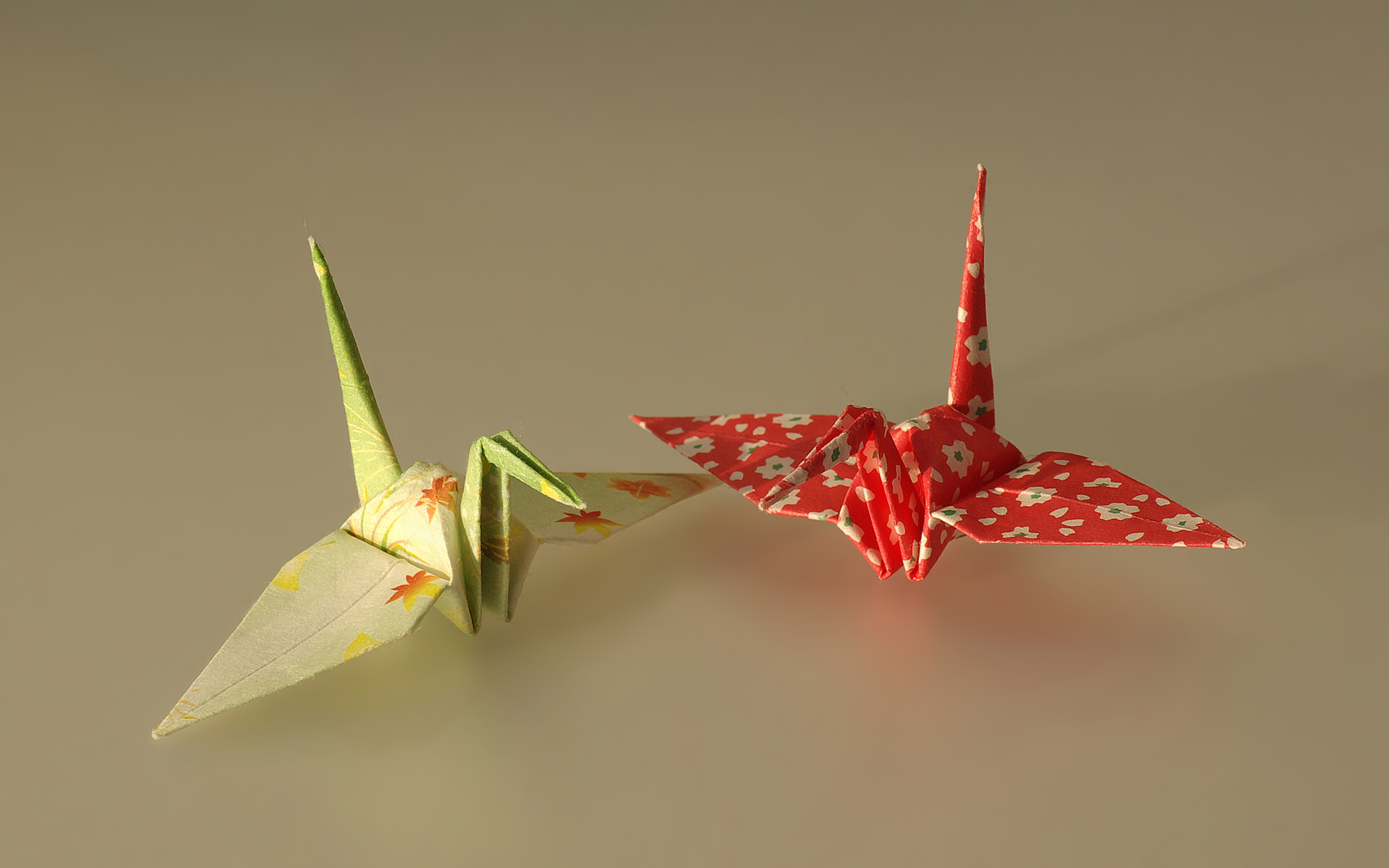
Vikta tranor

En av de mer kända origamifigurerna är tranan, orizuru. Att vika 1 000 origamitranor och fästa ihop dem med en tråd kallas för senbazuru.